# Robert Williams (remero)
Robert Williams –conocido como Rob Williams– (Taplow, 21 de enero de 1985) es un deportista británico que compitió en remo.
Participó en los Juegos Olímpicos de Londres 2012, obteniendo una medalla de plata en la prueba de cuatro sin timonel ligero. Ganó tres medallas en el Campeonato Mundial de Remo entre los años 2007 y 2011.

## Palmarés internacional
| Juegos Olímpicos   | Juegos Olímpicos          | Juegos Olímpicos  | Juegos Olímpicos          |
| Año                | Lugar                     | Medalla           | Prueba                    |
| ------------------ | ------------------------- | ----------------- | ------------------------- |
| 2012               | Londres (Reino Unido)     | Medalla de plata  | Cuatro sin timonel ligero |
| Campeonato Mundial |                           |                   |                           |
| Año                | Lugar                     | Medalla           | Prueba                    |
| 2007               | Múnich (Alemania)         | Medalla de bronce | Cuatro scull ligero       |
| 2010               | Cambridge (Nueva Zelanda) | Medalla de oro    | Cuatro sin timonel ligero |
| 2011               | Bled (Eslovenia)          | Medalla de bronce | Cuatro sin timonel ligero |